# 青春期延迟
青春期延迟是指在通常的青春期发育年龄之后，性特征缺失或发育不完全。在女孩中，这表现为13岁时乳房尚未发育或 16 岁时尚未开始月经；在男孩中，这表现为14岁时睾丸未增大可能会伴随或不伴随痤疮、阴毛和体味的缺乏。并发症可能包括身高矮小、骨质疏松症和心理压力。
最常见的原因是称为体质性发育迟缓，这种情况在家庭中有遗传倾向。其次是由长期健康问题引起的延迟，如糖尿病、厌食症、囊性纤维化或营养不良。第三类是性腺功能衰竭，导致高促性腺激素性性腺功能减退症，这可能由隐睾、性腺发育不全、化疗、特纳综合征或克氏综合征引起。最后一类涉及影响下丘脑垂体性腺轴的疾病，如卡尔曼综合征或脑肿瘤。诊断可能涉及测量血液中的FSH 、 LH和睾酮或雌二醇，以及进行骨龄X射线检查。
治疗取决于根本病因。体质性延迟可以通过简单的安慰或短期使用激素来治疗。患有长期问题的人通常接受长期激素替代治疗，男性使用睾酮，女性使用雌激素和孕酮。结果取决于潜在病症。
青春期延迟影响约2%的青少年。男性比女性更常见。体质性发育迟缓是导致男性约60%病例和女孩约30%病例的原因。虽然自19世纪以来，月经平均年龄可能有所下降，但其他青春期迹象的出现时间似乎并没有随着时间的推移发生太大变化。